# Denominazioni brevi delle materie plastiche
La denominazione breve delle materie plastiche nasce principalmente dalla base del polimero utilizzato.
La designazione in lettere maiuscole è data dalla norma DIN EN ISO 1043-1 e DIN ISO 1629 (Caucciù), e dalla DIN ISO 2076. La designazione breve è una notazione tecnica conveniente alternativa alle regole della organizzazione di nomenclatura chimica IUPAC.
La designazione breve viene anche usata per il riciclaggio dei rifiuti plastici, con i codici di riciclaggio.

## Lista delle sigle
| Sigla      | IUPAC-Nome                                                 | commerciale/Marchio registrato                       |
| ---------- | ---------------------------------------------------------- | ---------------------------------------------------- |
| ABS        | Acrilonitrile butadiene stirene                            |                                                      |
| APE        | Poliestere aromatico                                       |                                                      |
| ASA        | Acrylonitrile styrene acrylate                             |                                                      |
| BR         | Polibutadiene                                              |                                                      |
| CA         | Acetato di cellulosa                                       |                                                      |
| CN         | Nitrocellulosa                                             | Celluloide                                           |
| COC        | Cyclic olefin copolymer                                    |                                                      |
| CR         | Cloroprene- gomma                                          | Neoprene                                             |
| CSM        | Polietilene clorosulfonato                                 |                                                      |
| ECB        | Ethylene Copolymer Bitumen                                 | Lucobit                                              |
| EP         | Resina epossidica                                          |                                                      |
| EPDM       | EPDM                                                       | Buna                                                 |
| EPM        | Ethylene propylene gomma                                   |                                                      |
| ETFE       | Etilene Tetrafluoroetilene                                 |                                                      |
| EVA, EVM   | Etilene vinil acetato                                      |                                                      |
| FEP        | Fluoro (Etilene-Propilene-)                                |                                                      |
| FKM, FPM   | Elastomeri fluorurati                                      | Viton                                                |
| FFKM, FFPM | Elastomeri perfluorurati                                   | Kalrez, ISOLAST®, Chemraz                            |
| FVMQ       | Fluorosilicone- gomma                                      |                                                      |
| IIR        | Butilcaucciù                                               |                                                      |
| IR         | Isoprene- gomma                                            |                                                      |
| LCP        | Liquid Crystal Polymer                                     | Vectra                                               |
| MF         | Melammina-Formaldeide-Resina vegetale                      |                                                      |
| MPF        | Melammina-Fenolo-Formaldeide-Resina vegetale               |                                                      |
| NBR        | Gomma nitrilica                                            |                                                      |
| NR         | Gomma naturale                                             |                                                      |
| PA         | Poliammide                                                 | Nylon, Perlon, Zytel®, Durethan®, Dinalon®, Radilon® |
| PAEK       | Polyaryletherketone                                        |                                                      |
| PAI        | Polyamide-imide                                            | Torlon, Tecator                                      |
| PAN        | Poliacrilonitrile                                          |                                                      |
| PBT        | Polibutilentereftalato                                     | Crastin®; Raditer®                                   |
| PC         | Policarbonato                                              | Lexan, Makrolon                                      |
| PCT        | Polycyclohexylenedimethylene terephthalate                 | Eastar, Thermx®                                      |
| PCTFE      | Polychlorotrifluoroethylene                                |                                                      |
| PE         | Polietilene                                                | Hostalen, Lupolen, Vestolen                          |
| PEC        | Polietilene clorurato                                      |                                                      |
| PE-HD      | Polietilene, alta densità                                  | Hostalen                                             |
| PE-HMW     | Polietilene, alta densità, alta massa molare               |                                                      |
| PE-LD      | Polietilene, bassa densità                                 | Hostalen                                             |
| PE-LLD     | Polietilene, lineare, bassa densità                        | Hostalen                                             |
| PE-MD      | Polietilene, media densità                                 |                                                      |
| PE-UHMW    | Polietilene, peso molecolare ultra alto, alta massa molare |                                                      |
| PEEK       | Polyether ether ketone                                     |                                                      |
| PEI        | Polietereimmide                                            | Ultem                                                |
| PEK        | Polyetherketon                                             |                                                      |
| PEN        | Polyethylene naphthalate                                   |                                                      |
| PESU       | Polisolfone                                                | Ultrason                                             |
| PET        | Polietilene tereftalato                                    | Impet, Rynite®                                       |
| PF         | Resina fenolica-formaldeide                                | Bachelite                                            |
| PFA        | Perfluoroalkoxy alkane                                     |                                                      |
| PFPE       | Perfluoropolietere                                         | Krytox®, Fomblin®, Galden®, Solvera®, Demnum®        |
| PI         | Poliimmide                                                 | Vespel®, Kapton®                                     |
| PIB        | Polisobutene                                               |                                                      |
| PMI        | Polimetacrilato                                            | Rohacell                                             |
| PMMA       | Polimetilmetacrilato                                       | Plexiglas, Acrylglas, Paraglas                       |
| PMP        | Polimetilpentano                                           | TPX                                                  |
| POM        | Poliossimetilene (Resina acetalica)                        | Delrin®, Hostaform                                   |
| PP         | Polipropilene                                              | Vestolen, Hostalen PP                                |
| PP-C       | Polipropilene; Copolimero                                  |                                                      |
| PP-H       | Polipropilene; Omopolimero                                 |                                                      |
| PPE        | Polifenilenossido                                          |                                                      |
| PPS        | Poliparafenilensolfuro                                     | Fortron, Ryton, Raditeck®                            |
| PPSU       | Polisolfone                                                |                                                      |
| PPY        | Polipirrolo                                                |                                                      |
| PS         | Polistirolo                                                | Polistirolo                                          |
| PS-E       | Polistirolo espanso                                        | Styropor                                             |
| PSU        | Polisolfone                                                |                                                      |
| PTFE       | Politetrafluoroetilene                                     | Teflon®, Turcon, Gore-Tex®                           |
| PUR        | Poliuretano                                                |                                                      |
| PVAL       | Alcool polivinilico                                        |                                                      |
| PVAC       | Polivinilacetato                                           | Vinnapas, Vinavil                                    |
| PVC        | Polivinilcloruro                                           | Vestolit, Vinnolit                                   |
| PVDC       | Polivinildencloruro                                        |                                                      |
| PVDF       | Polivinildenfluoruro                                       | Solef®                                               |
| PVF        | Polivinilfluoruro                                          |                                                      |
| SAN        | Stirene-acrilonitrile                                      |                                                      |
| SBR        | Stirene-butadiene                                          |                                                      |
| SI         | Silicone                                                   |                                                      |
| TPE        | Elastomero termoplastico                                   | Riteflex, Hytrel®, Heraflex®                         |
| UF         | Resina di formaldeide di urea –                            |                                                      |
| UP         | Resine poliestere insature                                 |                                                      |
| VMQ        | Silicone-Caucciù                                           |                                                      |